# Ehmedê Xanî
Ehmedê Xanî, ou Ahmed Khani (1650-1707), est un écrivain, astronome, poète, clerc sunnite et philosophe kurde. Son œuvre est aussi connue chez les Kurdes que celle d'Homère chez les Grecs et que celle de Ferdowsi chez les Persans.

## Biographie
Ehmedê Xanî est issu de la tribu kurde des Xanî, établie principalement dans la principauté de Hakkâri, une région qui jouit à l'époque d'une certaine autonomie, dans la mesure où les princes kurdes prêtent allégeance au sultan ottoman. On sait peu de choses sur sa vie. En tant que religieux et lettré, il a de bonnes connaissances en langues kurde, arabe et persane. Il voyage en Égypte, à Istanbul, en Iran, et il s'installe ensuite dans la région de Ritkan, qui dépend de la province de Beyazid. Il y donne des cours coraniques aux enfants. C'est là qu'il va enseigner en parallèle le kurde (dialecte kurmandji) aux enfants,.

## Œuvres
Ce qui est remarquable en premier lieu dans les écrits d'Ehmedê Xanî, c’est qu’ils sont tous rédigés en kurde, à une époque où le persan et l'arabe sont totalement hégémoniques, que ce soit sur les plans politiques, religieux, scientifiques, culturels ou artistiques. 
Lors des leçons coraniques qu'il donne aux enfants, il s'interroge sur le degré de compréhension que ses élèves, dont la langue maternelle est le kurde et qui n’emploient que la langue kurde dans leur vie quotidienne, peuvent avoir de textes écrits en arabe. C'est à leur intention que, en 1684, il rédige le premier dictionnaire connu de langue kurde, le Nûbihara Piçûkan (Les Prémices des Jeunes ou Le Printemps des enfants). Ce dictionnaire kurde-arabe compte 1 500 entrées. 
C'est dans la même idée qu'il écrit ensuite Eqîdeya Îmanê (Le Chemin de la foi), un ouvrage en kurde qui explique les cinq piliers de la foi islamique. En effet, Ehmedê Xanî part du constat que l'écrasante majorité des habitants de la région ne comprend pas la langue arabe. Il estime donc que le devoir d'un religieux est de faire connaître les préceptes dans la langue que les croyants comprennent.
Selon Celadet Bedir Xan, il serait aussi l'auteur d'un ouvrage de géographie et d'astronomie en kurde. Cette hypothèse confirmerait la volonté d'Ehmedê Xanî de faire du kurde non seulement la langue littéraire, mais aussi celle du savoir scientifique. Toutefois, cet ouvrage, s'il a existé, est perdu,.
Il rend, dans ses poèmes, une image positive de la vie kurde au XVIIe siècle.

### Mem et Zin
Mais son œuvre majeure est le long poème épique de plus de 2 650 distiques, Mem et Zin (Mem û Zin) (1692) qui est considéré comme l'épopée fondatrice de la littérature kurde. La trame est constituée au premier plan par l'histoire d'amour impossible entre Mem et la princesse Zîn. Mais derrière leur aventure se profile un puissant plaidoyer pour l'indépendance kurde,.

## Actualité
Son mausolée a été élevé à Beyazîd, en face du fameux palais bâti par le prince kurde Ishak Paşa. Encore aujourd’hui, il est visité par des Kurdes de toutes les régions.
En juin 2017, le gouvernement turc a dissous la municipalité de Doğubayazıt (province d'Ağrı), dirigée par le parti kurde DBP, et fait démolir une statue du poète érigée sur la place de la ville.

## Éditions modernes
- Mem û Zîn, Institut kurde de Paris, 1989  (ISBN 2-908416-00-X)
- Mem et Zin, traduction Sandrine Alexie et Akif Hasan, Paris, L'Harmattan, 2002, 336 p.  (ISBN 2-7475-1609-1)
- Eqîde, Stockholm, Pencinar, 2000,  (ISBN 91-89491-13-0)